# Voetbalkampioenschap van Saale 1923/24
In 1923/24 werd het zeventiende voetbalkampioenschap van Saale gespeeld, dat georganiseerd werd door de Midden-Duitse voetbalbond. Wacker Halle werd kampioen en plaatste voor de Midden-Duitse eindronde. De club versloeg VfB Preußen Greppin, FC Germania Halberstadt, Brandenburg Dresden, Naumburger SpVgg 05 en plaatste zich zo voor de finale, waarin ze verloren van SpVgg 1899 Leipzig-Lindenau.
De clubs uit Naumburg en Weißenfels, die de vorige seizoenen in de competitie van Saale speelden verhuisden naar de nieuwe competitie van Saale-Elster.

## 1. Klasse
| Plaats | Club                      | Wed. | W  | G | V  | Saldo | Ptn.  |
| ------ | ------------------------- | ---- | -- | - | -- | ----- | ----- |
| 1.     | Hallescher FC Wacker 1900 | 16   | 12 | 3 | 1  | 46:16 | 27:05 |
| 2.     | SV 1898 Halle             | 16   | 11 | 3 | 2  | 29:13 | 25:07 |
| 3.     | VfL Halle 1896            | 16   | 9  | 3 | 4  | 32:21 | 21:11 |
| 4.     | VfL 1912 Merseburg        | 16   | 5  | 5 | 6  | 31:23 | 15:17 |
| 5.     | SpVgg Borussia 02 Halle   | 16   | 4  | 5 | 7  | 26:28 | 13:19 |
| 6.     | FV Sportfreunde Halle     | 16   | 5  | 3 | 8  | 27:34 | 13:19 |
| 7.     | SC Favorit Halle          | 16   | 6  | 1 | 9  | 23:39 | 13:19 |
| 8.     | SV Merseburg 99           | 16   | 2  | 6 | 8  | 13:23 | 10:22 |
| 9.     | FC Preußen/Komet Halle    | 16   | 2  | 3 | 11 | 13:43 | 07:25 |

|  | Kampioen, geplaatst voor Midden-Duitse eindronde |
|  | Degradatie                                       |

## 2. Klasse
| Plaats | Club                       | Wed.           | W              | G              | V              | Saldo          | Ptn.           |
| ------ | -------------------------- | -------------- | -------------- | -------------- | -------------- | -------------- | -------------- |
| 1.     | RSV Sportbrüder 1904 Halle | 18             | 14             | 2              | 2              | 51:18          | 30:06          |
| 2.     | SpVgg Olympia 1908 Halle   | 18             | 11             | 3              | 4              | 45:27          | 25:11          |
| 3.     | SpVgg 1862 Neumark         | 18             | 10             | 5              | 3              | 45:34          | 25:11          |
| 4.     | FC 1910 Ammendorf          | 18             | 9              | 4              | 5              | 41:24          | 22:14          |
| 5.     | FC Eintracht 1907 Halle    | 18             | 6              | 4              | 8              | 29:32          | 16:20          |
| 6.     | FC Preußen 1901 Merseburg  | 18             | 6              | 3              | 9              | 29:34          | 15:21          |
| 7.     | VfR Reideburg              | 18             | 4              | 7              | 7              | 23:31          | 15:21          |
| 8.     | FC 1910 Halle              | 18             | 4              | 5              | 9              | 19:31          | 13:23          |
| 9.     | SpVgg Nietleben            | 18             | 4              | 4              | 10             | 20:44          | 12:24          |
| 10.    | SV Germania 1911 Merseburg | 18             | 3              | 1              | 14             | 24:51          | 07:29          |
| 11.    | SpVgg Halle                | Teruggetrokken | Teruggetrokken | Teruggetrokken | Teruggetrokken | Teruggetrokken | Teruggetrokken |

|  | Kampioen, promotie |
|  | Degradatie         |